# Jaime Camil
Pour les articles homonymes, voir Saldana et Camil.
Jaime Federico Saïd Camil Saldaña Da Gama, mieux connu sous le nom Jaime Camil est un acteur, chanteur, directeur et producteur mexicano-brésilien, né le 22 juillet 1973 à Mexico (Mexique). C'est le fils de l'entrepreneur mexicain Jaime Camil Garza de Fernandez et de l'artiste plastique brésilienne Cecilia Saldaña Da Gama.

## Biographie

### Enfance
Jaime Camil est le fils unique du mariage de l'éminent entrepreneur mexicain Jaime Camil Garza de Fernandez, d'ascendance égyptienne, avec la peintre brésilienne Cecilia Saldaña Da Gama Perez. Ses parents divorcent alors qu'il n'est âgé que de cinq ans, un évènement qui marque toute sa vie. Il choisit de rester avec sa mère. Son père, quant à lui, se remarie et fonde une grande famille. Cependant, Jaime a une enfance heureuse et remplie d'amour. Finalement, à 12 ans il déménage pour aller vivre avec son père et la femme de celui-ci.
Il a étudié l'administration d'entreprises à l'Université Anáhuac et a travaillé pour l'une des sociétés de son père. Mais Il a été attiré par le monde du spectacle.

### Ses débuts
Il s'est initié au milieu artistique contre la volonté de son père, qui désirait que son fils aîné soit un entrepreneur, mais par la suite il l'a soutenu dans ses aspirations.
Il a commencé à travailler pour la radio, en 1993 en tant qu'annonceur de la station radio 98,5 de la ville de Mexico.
En 1995, il a débuté dans la télévision avec son propre programme, appelé El show de Jaime Camil. En 1996, il a eu une autre opportunité d'avoir son propre espace à la télévision, cette fois dans Qué nochecita con Jaime Camil. Les programmes ont été diffusés par la chaîne TV Azteca.

### Vie personnelle
Il est le fils unique de la relation de ses parents, mais il a un demi-frère et une demi-sœur du côté de son père (marié avec la modèle Tony Starr): Alexia y Jorge, et trois sœurs (filles de Tony Starr avec Armando Sotres): Kali, Erika Ellice connue comme Issabella Camil et Melissa. Il est le beau-frère de l'acteur et producteur Sergio Mayer.
Dans les années 1990, il a maintenu une bonne amitié avec Luis Miguel. Au début de 2007, dans une interview pour le programme Hoy, au Mexique, il a laissé entendre qu'il n'était plus ami avec le dénommé Sol de Mexico (Luis Miguel). Alejandro Fernández et Angelica Vale sont répertoriés comme ses amis les plus proches.
Il a plusieurs tatouages: un soleil et le OM tibétain sur sa cheville droite, un autre sur le bras droit avec le symbole tibétain, une croix, le nœud infini, le prénom du philosophe et mathématicien grec Épicure et une phrase de Nietzsche: "Tout ce qui ne tue pas rend plus fort", également sur le bras droit. Il a aussi une phrase sur les côtes droites : "Live Simply Love Generously Care Deeply Speak Kindly" et le prénom de sa fille (Elena) sur la poitrine gauche.
Peu après la naissance de son fils, il se tatoue son prénom (Jaime).
Depuis très jeune, il est passionné par les motos et il a possédé  une Confederate Hellcat Combat, de design exclusif (seulement 20 dans le monde). Maintenant il possède une Ducati Monster 1100 evo diesel.
Jaime parle trois langues couramment en plus de l'espagnol : l'anglais, le portugais et le français
Il a eu une relation avec l'actrice et chanteuse mexicaine Thalía et avec les actrices mexicaines Adriana Lavat et Ilithya Manzanilla, puis avec la modèle, actrice et présentatrice brésilienne Adriane Galisteu.
Actuellement, il est marié avec la modèle Heidi Balvanera depuis novembre 2012 (par le mariage civil) et depuis juillet 2013 (aussi religieusement). Ils sont ensemble depuis 2004, malgré quelques interruptions. Le 25 octobre 2011, ils sont devenus les parents d'Elena Camil Balvanera.
Le 2 octobre 2014, Jaime Camil et Heidi Balvanera sont devenus parents pour la deuxième fois, d'un garçon se prénommant Jaime Camil Balvanera.

## Filmographie

### Films
- 2022 : KIMI de Steven Soderbergh : Antonio Rivas
- 2017 : Hôtel Transylvanie 3 : Chupacabra
- 2017 : Coco : Papá Enrique Rivera
- 2015 : Maurice, Modisto de Señoras : Maurice
- 2015 : Clipeado
- 2015 : Las Árboles Mueren de Pié : Directeur
- 2014 : Elsa & Fred  : Serveur
- 2013 : 200 Cartas : Juan
- 2013 : Amor a primera visa / Pulling Strings (chanteur mexicain) : Alejandro
- 2012 : Chiapas the heart oh coofee : Gerónimo Manchinelli
- 2012 : El Cielo En Tu Mirada : Matt
- 2011 : Salvando al Soldado Pérez : Eladio
- 2010 : Regresa : Ernesto del Valle
- 2009 : Recién Cazado : Sebastián
- 2009 : Agente 00-P2 : Tambo Macaw
- 2008 : Todo incluido / All Inclusive : Baldi
- 2007 : Bee Movie (doublés en espagnol) : Barry B. Benson : abeille
- 2006 : Open Season (doublés en espagnol) : Elliot : el cerf
- 2006 : Dios o demonio (I Love Miami) : Alberto
- 2005 : 7 días : Tony Zamacona
- 2004 : Zapata, el sueño de un héroe : Eufemio Zapata
- 2003 : Puños Rosas : Randy Garza
- 1997 : Delfines

### Telenovelas
- 2000 : Mi destino eres tú : Mauricio Rodríguez Calderón
- 2004-2005 : Mujer de madera : César Linares
- 2006 : La plus belle des laides (La fea más bella) : Fernando Mendiola Sáenz
- 2008 : Las tontas no van al cielo : Dr. Santiago "Santi" López Carmona
- 2009-2010 : Los exitosos Pérez : Martín Pérez / Gonzalo González
- 2012 : Por ella soy Eva : Juan Carlos Caballero Mistral / Eva María León Jaramillo Vda. de Zuloaga / Juan Perón
- 2013-2014 : Qué pobres tan ricos :  Miguel Ángel Ruiz-Palacios Romagnoli

### Séries télévisées
- 2001 : Diseñador ambos sexos : Fernando Haddad
- 2003 : La familia P. Luche : Jaime Camiluche
- 2007 : Una familia de diez : Lui-même
- 2008 : Chica vampiro
- 2013 : Devious Maids : Oscar Valdez
- 2014 - 2019 : Jane the Virgin : Rogelio de la Vega
- 2018 : La Légende des Trois Caballeros : Panchito Pistoles (voix)
- 2018 : La Bande à Picsou : Don Karnage (voix)
- 2019 : Charmed : Mr. Miranda (saison 1, épisode 11)
- 2019 : Star Vs The Forces Of Evil : Globgor (voix)
- 2020 : Broke : Javier

### Courts-métrages
- 2004 : Mariana Made in Tepito : Boni
- 2005 : Volver, volver : Jorge
- 2013 : Zero Hour : Lorenzo

### Théâtre
- 2004 : Amor sin Barreras : Bernardo
- 2005 : Mambo Kings : Nestor Castillo
- 2005 : Standing Ovations I
- 2005 : Latinologues : Paquito
- 2007 : Peter Pan El Musical : Capitán Garfio
- 2007 : El diluvio que viene : Padre Silvestre
- 2008 : Aladino el musical de los 3 deseos : El Genio

### Vidéo clips
- 2014 : Otra vez de Noel Schajris : Directeur
- 2014 : Perdón de Barston : Directeur
- 2015 : Si tú no estás aquí de Rosana Arbelo feat Mario Domm : Directeur

### Pubs
- Pinol (2014 & 2015)
- Takis black (2011)
- Ego gel (2010)
- Fresca (2010)
- AT&T (2010) avec Angelica Vale
- Pepsi (2007 - 2008)
- Nissan Tiida (2007)
- Unicef (2007)
- Bimbo (2007)
- Chocolate Milky Way (2006 - 2007)
- Andrea (2004, 2005, 2006, 2007, 2008 & 2009)

## Discographie
Albums
- 2012 : Por ella soy Eva
- 2008 : Jaime Camil Vol. 3
- 2001 : Una vez más
- 1999 : Para estar contigo

Bandes sonores
- 2012 : Por ella... Soy Eva
- 2008 : Aladino, un musical donde tres deseos es solo el comienzo
- 2006 : La fea más bella
- 2004 : Zapata : El Sueño del héroe

## Distinctions
| Année | Cérémonie                            | Titre                                            | Nomination      | Résultat   |
| ----- | ------------------------------------ | ------------------------------------------------ | --------------- | ---------- |
| 2017  | 19e cérémonie des Teen Choice Awards | Meilleur acteur dans une série télévisée comique | Jane the Virgin | Nomination |